# Lasse Lindblad
Lasse Lindblad (født 8. september 1964) er dansk forretningsmand og serie iværksætter. Lasse Lindblad har en HD i Finansiering fra Copenhagen Business School samt er uddannet i bankvæsnet. Gennem sin karriere har han stiftet og været medstifter af en række virksomheder blandt andet indenfor udvikling af lægemidler, diagnostik, vedvarende energi, informationsteknologi og den finansielle sektor. Flere af hans virksomheder er blevet børsført eller solgt ved industrielt salg.
Lasse Lindblad er bl.a. kendt for sin tilknytning til Capinordic Bank, der gik konkurs i 2010. Lindblad var Capinordic A/S, der ejede banken, og var tillige bestyrelsesmedlem i banken. I forbindelse med retsopgøret efter bankens krak blev der rejst straffesag mod Lindblad og han blev i 2016 af Retten i Lyngby idømt fængselsstraf for skyldnersvig. Dommen blev dog omstødt af Østre Landsret, der frifandt Lindblad for tiltalen. Ved Højesterets dom af 15. januar 2019 blev Lindblad dømt til at betale erstatning på 89 mio. kr. for uforsvarlig långivning.
Lasse Lindblad købte søndag den 28. august fodboldklubben FC Helsingør fra 1. division af de daværende amerikanske ejere. Hensigten var at skabe en god lokal forankring, og ikke mindst sikre at der skabes en god og langsigtet ejerløsning bestående af flere lokale investorer.